# Arc Dome
Arc Dome — szczyt w Hrabstwie Nye w Nevadzie (USA). Arc Dome jest jednym z najbardziej wybitnych szczytów w Kontynentalnych Stanach Zjednoczonych. Wysokość góry wynosi 3591 m (11 780 stóp) n.p.m., a wybitność 1589 m.

## Przypisy

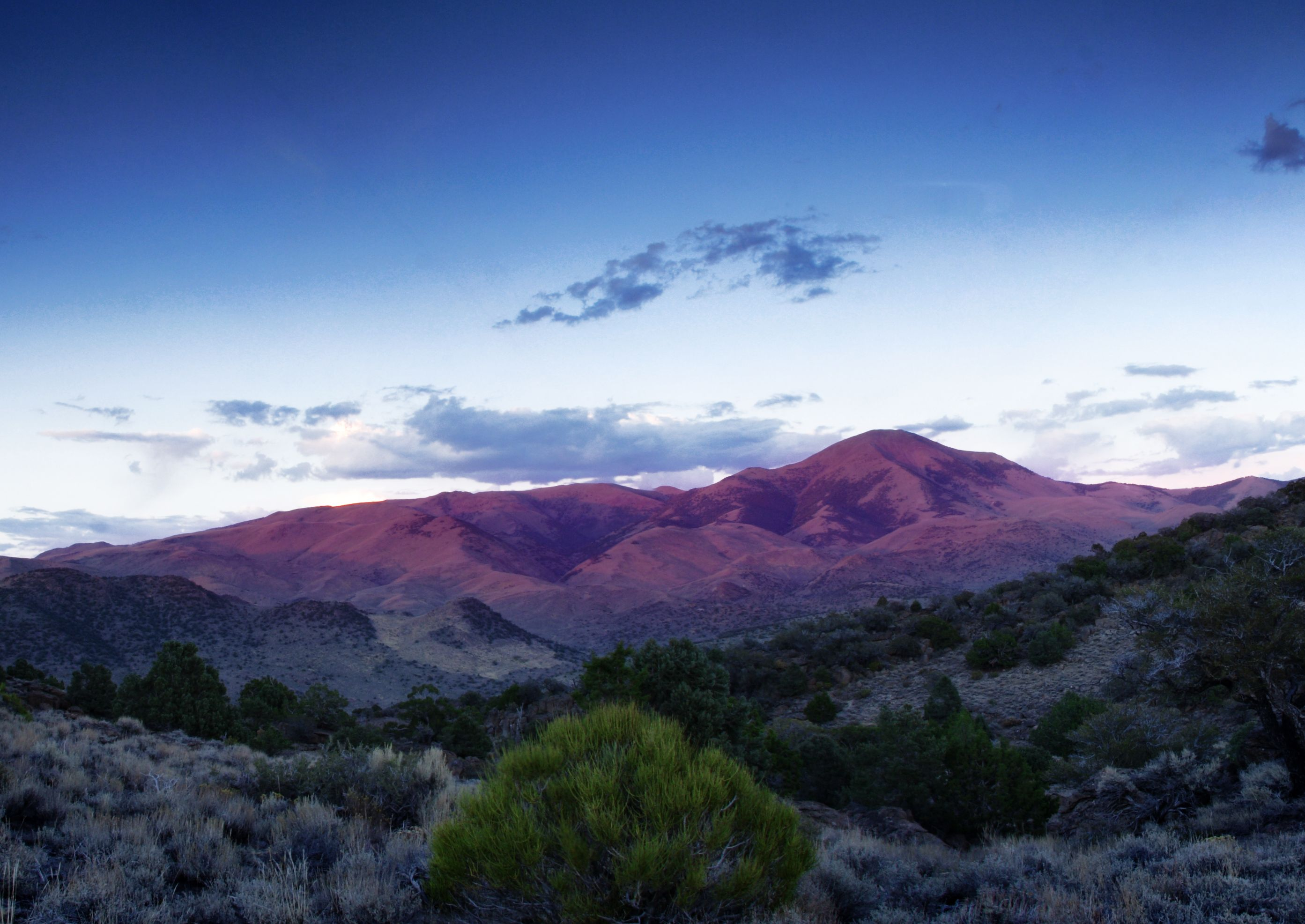
Arc Dome o zachodzie słońca